# Kazuyo Sejima
Kazuyo Sejima (妹島和世?, Sejima Kazuyo; Mito, 29 ottobre 1956) è un'architetta giapponese.
Kazuyo Sejima è nata in Giappone nel 1956 e, insieme a Ryūe Nishizawa, ha fondato lo studio SANAA. Grazie ai suoi sforzi e al suo talento, i progetti di quest'architetta infaticabile hanno visto la luce in vari Paesi del mondo. Distantasi come un'architetta perfezionista e amante della semplicità, è riuscita in poco tempo a rilanciare l’immagine dell’architettura moderna.

## Biografia
Dopo aver studiato all'Università giapponese delle donne e lavorato nell'ufficio di Toyo Ito, nel 1987 ha fondato lo studio Kazuyo Sejima ed associati. Nel 1995 ha fondato lo studio SANAA (Sejime e Nishizawa e associati) con sede a Tokyo insieme al suo ex dipendente Ryūe Nishizawa.
Sejima è stata nominata Direttore per il settore Architettura della Biennale di Venezia, per la quale ha curato la 12ª Mostra internazionale di architettura che si è tenuta nel 2010. È stata la prima donna designata per tale compito. Nel 2010, inoltre, ha vinto unitamente a Ryue Nishizawa il Premio Pritzker.

## Attività di docente
Sejima lavora come docente sia alla Tama Art University sia alla Keio University di Tokyo e, con Nishizawa, tiene la cattedra Jean Labatut alla Scuola di architettura dell'Università di Princeton, del cui consiglio consultivo ha fatto parte per diversi anni. Dall'anno accademico 2015/2016, ha la cattedra di professore ordinario per chiara fama in "Architectural Design" presso il Politecnico di Milano.

## Progetti di Kazuyo Sejima & associati
- Piattaforma I Casa Vacanza - dal 1987 al 1988 - Chiba, Giappone
- Piattaforma II Studio - dal 1988 al 1990 - Yamanashi, Giappone
- Piattaforma III Casa (non costruita, solo progetto) - dal 1989 al 1990 - Tokyo, Giappone
- Negozio Castelbajac Sport - dal 1990 al 1991 - Kanagawa, [Giappone
- Saishunkan Seiyaku Dormitorio Femminile - dal 1990 al 1991 - Kumamoto, Giappone
- Casa N - dal 1990 al 1992 - Kumamoto, Giappone
- Costruzione di un appartamento (non costruito, solo progetto) - 1991 - Osaka, Giappone
- Nasumoahara Harmony Hall (non costruita, solo progetto) - 1991 - Tochigi, Giappone
- Salotto Pachinko I - dal 1991 al 1993 - Ibaraki, Giappone
- Villa nella Foresta - dal 1992 al 1994 - Nagano, Giappone
- Salotto Pachinko II - 1993 - Ibaraki, Giappone
- Casa Y - dal 1993 al 1994 - Chiba, Giappone
- Ufficio di Polizia nella Stazione Choju - dal 1993 al 1994 - Tokyo, Giappone
- Centro di Servizi alla Expo 1996 di Tokyo (non costruito, solo progetto) - dal 1994 al 1995 - Tokyo, Giappone
- Yokohama International Port Terminal (non costruito, solo progetto) - 1994 - Kanagawa, Giappone
- Costruzione Appartamento Gifu Kitagata - dal 1994 al 2000 - Gifu, Giappone
- Salotto Pachinko III - dal 1995 al 1996 - Ibaraki, Giappone
- Costruzione Ufficio U - dal 1996 al 1998 - Ibaraki, Giappone
- Piccola Casa - dal 1999 al 2000 - Tokyo, Giappone
- Residence Studenti Kozankaku - dal 1999 al 2000 - Ibaraki, Giappone
- Negozio hhstyle.com - dal 1999 al 2000 - Tokyo, Giappone
- Costruzione Ufficio Asahi Shimbun Yamagata - dal 2000 al 2002 - Yamagata, Giappone
- Casa in Bosco di Prugne - dal 2001 al 2003 - Tokyo, Giappone
- Onishi Centro Civico - dal 2003 al 2005 - Gunma, Giappone
- Zollverein School - terminato nel 2006 - Essen, Germania
- New Museum - 2010 - New York, Stati Uniti